# Franz Wirtz (Dramaturg)
Franz Wirtz (* 18. Dezember 1915 in Düsseldorf; † 1995 in Detmold) war ein deutscher Dramaturg, Regisseur und Bühnenbildner.

## Leben
Der in Düsseldorf in Nordrhein-Westfalen geborene Wirtz wuchs in Duisburg auf und erlangte sein Reifezeugnis 1935 in Berlin, wo er daraufhin bis 1940 Germanistik, Theater- und Musikwissenschaften studierte und 1941 mit einer Arbeit über den Formbegriff bei Paul Ernst promoviert wurde. Von 1945 an war Wirtz am Landestheater Detmold beschäftigt, wo er als Bühnenbildner, Regisseur, Dramaturg und für kurze Zeit als Intendant wirkte.

## Publikationen
- 125 Jahre Landestheater Detmold. Detmold 1950. (als Redakteur)[4]
- Das tapfere Schneiderlein. Norderstedt 1962 (unter dem Pseudonym Helmut Münchhausen)[5]
- Rückblick auf das Leben eines Intendanten – Otto Will-Rasing. Detmold ca. 1969. (als Redakteur)
- Das tragische Geheimnis von Dr. Faustus. Norderstedt 1980.[1]